# Copa Mundial Femenina de Fútbol Sub-20 de 2006
El Campeonato Mundial del Fútbol Femenino Sub-20 de la FIFA Rusia 2006 (en ruso: Чемпионат мира по футболу среди женщин до 20 лет) fue la tercera edición de la Copa Mundial Femenina Juvenil de Fútbol organizada por la FIFA, y la primera bajo la categoría sub-20, luego de que FIFA considerara aumentar el límite de edad con la finalidad de crear un nuevo campeonato mundial de categoría sub-17. Esta versión del torneo se realizó del 17 de agosto al 3 de septiembre de 2006 en Rusia, y fue disputado por primera vez por 16 selecciones nacionales.
Un total de 114 equipos afrontaron la fase de clasificación, estableciendo un nuevo récord de participantes. Rusia, a pesar de encontrarse automáticamente clasificada al torneo por ser local, también disputó la instancia preliminar, en el marco del Campeonato Europeo Femenino Sub-19 de la UEFA. En el certamen final, debutaron los equipos de Argentina, Corea del Norte, Finlandia, Nueva Zelanda, República Democrática del Congo y Suiza.
Vio campeona a la selección de Corea del Norte, que derrotó en la final a China con una goleada por 5-0, siendo la mayor diferencia en un partido decisivo en la historia de la competición. Casualmente, ambos equipos se habían enfrentado en abril del mismo año en la final del campeonato asiático femenino sub-19, torneo que sirvió como clasificación al certamen mundialista, aunque en aquella oportunidad la victoria la había obtenido el cuadro chino. La mascota oficial del torneo fue una Vulpini llamada Alissa, que representa la velocidad, agilidad y astucia.

## Organización

### Sedes
| Rusia               | Rusia                 | Rusia                    |
| ------------------- | --------------------- | ------------------------ |
| Moscú               |                       |                          |
| Estadio Dinamo      | Estadio Lokomotiv     | Estadio Eduard Streltsov |
| Capacidad: 36 500   | Capacidad: 30 000     | Capacidad: 13 200        |
|                     |                       |                          |
| Moscú               | Moscú San Petersburgo | Moscú San Petersburgo    |
| Moscú               | Moscú San Petersburgo | Moscú San Petersburgo    |
| Estadio Podmoskovie | Moscú San Petersburgo | Moscú San Petersburgo    |
| Capacidad: 5 000    | Moscú San Petersburgo | Moscú San Petersburgo    |
|                     | Moscú San Petersburgo | Moscú San Petersburgo    |
| San Petersburgo     | Moscú San Petersburgo | Moscú San Petersburgo    |
| San Petersburgo     | Moscú San Petersburgo | Moscú San Petersburgo    |
| Estadio Petrovski   | Moscú San Petersburgo | Moscú San Petersburgo    |
| Capacidad: 21 570   | Moscú San Petersburgo | Moscú San Petersburgo    |
|                     | Moscú San Petersburgo | Moscú San Petersburgo    |

### Lista de árbitras
Informados en el Reporte Técnico y Estadístico de FIFA emitido a la finalización del torneo.
AFC
- Bentla D'Coth
- Hong Eun-ah
- Tammy Ogston

CAF
- Fatou Gaye

Concacaf
- Jennifer Bennett
- Shane de Silva
- Dianne Ferreira-James

Conmebol
- Silvia Regina de Oliveira

UEFA
- Natalia Avdonchenko
- Christine Baitinger
- Claudine Brohet
- Dagmar Damková
- Gyöngyi Gaál
- Sarah Girard
- Jenny Palmqvist

## Equipos participantes

### Clasificación
Con el aumento de 12 equipos a 16, Asia, África, Norte y Centro América, y Sudamérica obtuvieron un cupo extra, en relación con las ediciones anteriores del certamen. La repartición de plazas fue la siguiente:
- AFC: 3 cupos
- CAF: 2 cupos
- Concacaf: 3 cupos
- Conmebol: 2 cupos
- OFC: 1 cupo
- UEFA: 4 cupos

En cursiva los equipos debutantes.
| Confederación | Confederación | Confederación | Confederación | Confederación | Confederación |
| ------------- | ------------- | ------------- | ------------- | ------------- | ------------- |
| AFC           | CAF           | Concacaf      | Conmebol      | OFC           | UEFA          |

| Equipos participantes | Equipos participantes | Equipos participantes | Equipos participantes |
| --------------------- | --------------------- | --------------------- | --------------------- |
| Alemania              | Canadá                | Finlandia             | Nueva Zelanda         |
| Argentina             | China                 | Francia               | Rep. Dem. del Congo   |
| Australia             | Corea del Norte       | México                | Rusia                 |
| Brasil                | Estados Unidos        | Nigeria               | Suiza                 |

### Sorteo
El sorteo de la competición se realizó en el Ayuntamiento de Moscú, el 22 de marzo de 2006. De los 16 participantes, 14 ya estaban definidos al momento de efectuarse (los 2 cupos de África aún no estaban determinados).

## Fase de grupos
- Los horarios corresponden a la hora de verano de Moscú (UTC+4).

### Grupo A
| Selección     | Pts. | PJ | PG | PE | PP | GF | GC | Dif. |
| ------------- | ---- | -- | -- | -- | -- | -- | -- | ---- |
| Brasil        | 5    | 3  | 1  | 2  | 0  | 2  | 0  | 2    |
| Rusia         | 5    | 3  | 1  | 2  | 0  | 4  | 3  | 1    |
| Australia     | 4    | 3  | 1  | 1  | 1  | 4  | 3  | 1    |
| Nueva Zelanda | 1    | 3  | 0  | 1  | 2  | 2  | 6  | −4   |

| 17 de agosto de 2006                                                      | Nueva Zelanda | 0:3 (0:1) | Australia                         | Estadio Petrovski, San Petersburgo                   |                                                      |
| 16:00 MSD (UTC+4)                                                         |               | Reporte   | McCallum 39', 80' · Shipard 90+3' | Asistencia: 1 100 espectadores Árbitra: Gyöngyi Gaál | Asistencia: 1 100 espectadores Árbitra: Gyöngyi Gaál |
| Nueva Zelanda hizo su debut absoluto en una Copa Mundial Femenina Sub-20. |               |           |                                   |                                                      |                                                      |

| 17 de agosto de 2006 | Rusia | 0:0     | Brasil | Estadio Petrovski, San Petersburgo                       |                                                          |
| 19:00 MSD (UTC+4)    |       | Reporte |        | Asistencia: 10 200 espectadores Árbitra: Jenny Palmqvist | Asistencia: 10 200 espectadores Árbitra: Jenny Palmqvist |

| 20 de agosto de 2006 | Brasil                              | 2:0 (1:0) | Australia | Estadio Petrovski, San Petersburgo                    |                                                       |
| 16:00 MSD (UTC+4)    | Francielle 42' (pen.) · Fabiana 69' | Reporte   |           | Asistencia: 700 espectadores Árbitra: Jennifer Bennet | Asistencia: 700 espectadores Árbitra: Jennifer Bennet |

| 20 de agosto de 2006                                                                 | Rusia                                         | 3:2 (2:1) | Nueva Zelanda             | Estadio Petrovski, San Petersburgo                  |                                                     |
| 19:00 MSD (UTC+4)                                                                    | Kozhnikova 5' · Terekhova 14' · Akimova 90+3' | Reporte   | Erceg 18' · Humphries 56' | Asistencia: 3 400 espectadores Árbitra: Hong Eun-ah | Asistencia: 3 400 espectadores Árbitra: Hong Eun-ah |
| Abby Erceg marcó el primer gol de Nueva Zelanda en una Copa Mundial Femenina Sub-20. |                                               |           |                           |                                                     |                                                     |

| 23 de agosto de 2006 | Australia  | 1:1 (0:0) | Rusia          | Estadio Eduard Streltsov, Moscú                        |                                                        |
| 16:00 MSD (UTC+4)    | Brogan 85' | Reporte   | Kozhnikova 75' | Asistencia: 1 000 espectadores Árbitra: Christine Beck | Asistencia: 1 000 espectadores Árbitra: Christine Beck |

| 23 de agosto de 2006                                                                                                | Brasil | 0:0     | Nueva Zelanda | Estadio Podmoskovie, Moscú                           |                                                      |
| 16:00 MSD (UTC+4)                                                                                                   |        | Reporte |               | Asistencia: 500 espectadores Árbitra: Shany De Silva | Asistencia: 500 espectadores Árbitra: Shany De Silva |
| Brasil es la primera selección en superar la fase de grupos de una Copa Mundial Femenina Sub-20 sin conceder goles. |        |         |               |                                                      |                                                      |

### Grupo B
| Selección | Pts. | PJ | PG | PE | PP | GF | GC | Dif. |
| --------- | ---- | -- | -- | -- | -- | -- | -- | ---- |
| China     | 9    | 3  | 3  | 0  | 0  | 6  | 1  | 5    |
| Nigeria   | 6    | 3  | 2  | 0  | 1  | 11 | 5  | 6    |
| Canadá    | 3    | 3  | 1  | 0  | 2  | 4  | 4  | 0    |
| Finlandia | 0    | 3  | 0  | 0  | 3  | 1  | 12 | −11  |

| 17 de agosto de 2006 | China                                  | 2:1 (1:1) | Finlandia          | Estadio Podmoskovie, Moscú                                    |                                                               |
| 16:00 MSD (UTC+4) | Ma Xiaoxu 37' (pen.) · Zi Jingjing 72' | Reporte   | Yuan Fan 1' (a.g.) | Asistencia: 2 000 espectadores Árbitra: Dianne Ferreira-James | Asistencia: 2 000 espectadores Árbitra: Dianne Ferreira-James |
| Finlandia hizo su debut absoluto en una Copa Mundial Femenina Sub-20; además, la jugadora china Yuan Fan marcó el primer gol de Finlandia en Mundiales femeninos Sub-20. |                                        |           |                    |                                                               |                                                               |

| 17 de agosto de 2006 | Nigeria                      | 3:2 (1:1) | Canadá                  | Estadio Podmoskovie, Moscú                          |                                                     |
| 19:00 MSD (UTC+4) | Ishola 29' · Uwak 82', 90+1' | Reporte   | Kyle 25' · Cicchini 71' | Asistencia: 800 espectadores Árbitra: Bentla D'Coth | Asistencia: 800 espectadores Árbitra: Bentla D'Coth |
| Kaylyn Kyle anotó el gol 200 en la historia de la Copa Mundial Femenina Sub-20. Primera derrota de Canadá en una primera fase de un Mundial femenino Sub-20. |                              |           |                         |                                                     |                                                     |

| 20 de agosto de 2006 | Finlandia | 0:2 (0:1) | Canadá                   | Estadio Podmoskovie, Moscú                                  |                                                             |
| 16:00 MSD (UTC+4)    |           | Reporte   | Robinson 39' (pen.), 70' | Asistencia: 1 200 espectadores Árbitra: Natalie Avdonchenko | Asistencia: 1 200 espectadores Árbitra: Natalie Avdonchenko |

| 20 de agosto de 2006 | China                              | 3:0 (2:0) | Nigeria | Estadio Podmoskovie, Moscú                             |                                                        |
| 19:00 MSD (UTC+4)    | Lou Xiaoxu 9' · Ma Xiaoxu 31', 69' | Reporte   |         | Asistencia: 2 000 espectadores Árbitra: Christine Beck | Asistencia: 2 000 espectadores Árbitra: Christine Beck |

| 23 de agosto de 2006 | Canadá | 0:1 (0:0) | China         | Estadio Eduard Streltsov, Moscú                       |                                                       |
| 19:00 MSD (UTC+4)    |        | Reporte   | Ma Xiaoxu 48' | Asistencia: 100 espectadores Árbitra: Claudine Brohet | Asistencia: 100 espectadores Árbitra: Claudine Brohet |

| 23 de agosto de 2006                                                                      | Finlandia | 0:8 (0:5) | Nigeria                                                         | Estadio Podmoskovie, Moscú                             |                                                        |
| 19:00 MSD (UTC+4)                                                                         |           | Reporte   | Sabi 7', 42' · Eke 13', 65', 79' · Uwak 15' · Chikwelu 47', 73' | Asistencia: 400 espectadores Árbitra: Jennifer Bennett | Asistencia: 400 espectadores Árbitra: Jennifer Bennett |
| Mayor victoria de Nigeria y peor derrota de Finlandia en la Copa Mundial Femenina Sub-20. |           |           |                                                                 |                                                        |                                                        |

### Grupo C
| Selección       | Pts. | PJ | PG | PE | PP | GF | GC | Dif. |
| --------------- | ---- | -- | -- | -- | -- | -- | -- | ---- |
| Corea del Norte | 9    | 3  | 3  | 0  | 0  | 10 | 0  | 10   |
| Alemania        | 6    | 3  | 2  | 0  | 1  | 15 | 3  | 12   |
| México          | 3    | 3  | 1  | 0  | 2  | 5  | 15 | −10  |
| Suiza           | 0    | 3  | 0  | 0  | 3  | 2  | 14 | −12  |

| 18 de agosto de 2006 | Suiza            | 2:4 (1:3) | México                                          | Estadio Dinamo, Moscú                                |                                                      |
| 16:00 MSD (UTC+4) | Buerkri 12', 65' | Reporte   | Corral 15', 45+2' · Gordillo 30' · Ocampo 90+2' | Asistencia: 3 500 espectadores Árbitra: Tammy Ogston | Asistencia: 3 500 espectadores Árbitra: Tammy Ogston |
| Suiza hizo su debut absoluto en una Copa Mundial Femenina Sub-20; además, Vanessa Buerkri marcó los dos primeros goles de Suiza en un Mundial femenino Sub-20. Primera victoria de México en una Copa Mundial Femenina Sub-20. |                  |           |                                                 |                                                      |                                                      |

| 18 de agosto de 2006 | Corea del Norte               | 2:0 (1:0) | Alemania | Estadio Dinamo, Moscú                            |                                                  |
| 19:00 MSD (UTC+4) | P. H. Jong 35' · Y. M. Jo 70' | Reporte   |          | Asistencia: 700 espectadores Árbitra: Fatou Gaye | Asistencia: 700 espectadores Árbitra: Fatou Gaye |
| Corea del Norte hizo su debut absoluto en una Copa Mundial Femenina Sub-20; además, Jong Pok-hui marcó el primer gol de Corea del Norte en Mundiales femeninos Sub-20. Primera victoria de Corea del Norte en una Copa Mundial Femenina Sub-20. Alemania es la primera campeona vigente que inicia la defensa del título con una derrota. |                               |           |          |                                                  |                                                  |

| 21 de agosto de 2006                                                                    | México       | 1:9 (0:5) | Alemania | Estadio Dinamo, Moscú                              |                                                    |
| 16:00 MSD (UTC+4)                                                                       | Cisneros 76' | Reporte   | Okoyino da Mbabi 24' · Bajramaj 21' · Keßler 31' · Blässe 37', 44', 84' · Laudehr 49' · Maier 58' · Oster 77' | Asistencia: 500 espectadores Árbitra: Gyöngyi Gaál | Asistencia: 500 espectadores Árbitra: Gyöngyi Gaál |
| Mayor victoria de Alemania y peor derrota de México en la Copa Mundial Femenina Sub-20. |              |           | |                                                    |                                                    |

| 21 de agosto de 2006 | Suiza | 0:4 (0:1) | Corea del Norte                                       | Estadio Dinamo, Moscú                                |                                                      |
| 19:00 MSD (UTC+4)    |       | Reporte   | P. H. Jong 45+1' · O. S. Kim 50' · S. H. Kim 78', 80' | Asistencia: 600 espectadores Árbitra: Shane de Silva | Asistencia: 600 espectadores Árbitra: Shane de Silva |

| 24 de agosto de 2006                                      | Alemania                                                                               | 6:0 (3:0) | Suiza | Estadio Petrovski, San Petersburgo                          |                                                             |
| 16:00 MSD (UTC+4)                                         | Bajramaj 4', 62' (pen.) · Laudehr 21' · Okoyino da Mbabi 45' · Keßler 85' · Blässe 89' | Reporte   |       | Asistencia: 300 espectadores Árbitra: Dianne Ferreira-James | Asistencia: 300 espectadores Árbitra: Dianne Ferreira-James |
| Peor derrota de Suiza en la Copa Mundial Femenina Sub-20. |                                                                                        |           |       |                                                             |                                                             |

| 24 de agosto de 2006 | México | 0:4 (0:3) | Corea del Norte                                             | Estadio Dinamo, Moscú                                     |                                                           |
| 16:00 MSD (UTC+4) |        | Reporte   | H. M. Kim 33' · K. H. Kim 35' · S. H. Kil 42' · K. H. O 59' | Asistencia: 500 espectadores Árbitra: Natalia Avdonchenko | Asistencia: 500 espectadores Árbitra: Natalia Avdonchenko |
| Primera clasificación de Corea del Norte a una segunda fase de una Copa Mundial Femenina Sub-20; además, es la segunda selección en superar la fase de grupos de una Copa Mundial Femenina Sub-20 sin conceder goles (Brasil había sido la primera un día antes). |        |           |                                                             |                                                           |                                                           |

### Grupo D
| Selección                  | Pts. | PJ | PG | PE | PP | GF | GC | Dif. |
| -------------------------- | ---- | -- | -- | -- | -- | -- | -- | ---- |
| Estados Unidos             | 9    | 3  | 3  | 0  | 0  | 7  | 2  | 5    |
| Francia                    | 6    | 3  | 2  | 0  | 1  | 6  | 1  | 5    |
| Argentina                  | 3    | 3  | 1  | 0  | 2  | 5  | 9  | −4   |
| Rep. Democrática del Congo | 0    | 3  | 0  | 0  | 3  | 1  | 7  | −6   |

| 18 de agosto de 2006 | Rep. Democrática del Congo | 1:2 (0:1) | Estados Unidos                    | Estadio Eduard Streltsov, Moscú                       |                                                       |
| 16:00 MSD (UTC+4) | Nzuzi 70'                  | Reporte   | O'Hara 33' · Rodriguez 65' (pen.) | Asistencia: 300 espectadores Árbitra: Claudine Brohet | Asistencia: 300 espectadores Árbitra: Claudine Brohet |
| La República Democrática del Congo hizo su debut absoluto en una Copa Mundial Femenina Sub-20; además, Tresorine Nzuzi marcó el primer gol de su selección en Mundiales femeninos Sub-20. |                            |           |                                   |                                                       |                                                       |

| 18 de agosto de 2006 | Francia                                                           | 5:0 (2:0) | Argentina | Estadio Eduard Streltsov, Moscú                      |                                                      |
| 19:00 MSD (UTC+4) | Boulleau 12' · Delie 28', 65' · Nécib 51' · Houara-d'Hommeaux 85' | Reporte   |           | Asistencia: 250 espectadores Árbitra: Shane De Silva | Asistencia: 250 espectadores Árbitra: Shane De Silva |
| Argentina hizo su debut absoluto en una Copa Mundial Femenina Sub-20. Mayor victoria de Francia en Mundiales femeninos Sub-20. |                                                                   |           |           |                                                      |                                                      |

| 21 de agosto de 2006                                                                   | Estados Unidos                                      | 4:1 (2:0) | Argentina   | Estadio Eduard Streltsov, Moscú                  |                                                  |
| 16:00 MSD (UTC+4)                                                                      | Rostedt 13' · Adams 38' · Long 62' · Nogueira 90+1' | Reporte   | Pereyra 53' | Asistencia: 200 espectadores Árbitra: Fatou Gaye | Asistencia: 200 espectadores Árbitra: Fatou Gaye |
| Mercedes Pereyra marcó el primer gol de Argentina en una Copa Mundial Femenina Sub-20. |                                                     |           |             |                                                  |                                                  |

| 21 de agosto de 2006                                                                     | Rep. Democrática del Congo | 0:1 (0:1) | Francia   | Estadio Eduard Streltsov, Moscú                    |                                                    |
| 19:00 MSD (UTC+4)                                                                        |                            | Reporte   | Henry 44' | Asistencia: 130 espectadores Árbitra: Tammy Ogston | Asistencia: 130 espectadores Árbitra: Tammy Ogston |
| Primera clasificación de Francia a una segunda fase de una Copa Mundial Femenina Sub-20. |                            |           |           |                                                    |                                                    |

| 24 de agosto de 2006                                                      | Argentina                              | 4:0 (4:0) | Rep. Democrática del Congo | Estadio Petrovski, San Petersburgo                  |                                                     |
| 19:00 MSD (UTC+4)                                                         | Manicler 13', 17', 45+2' · Potassa 15' | Reporte   |                            | Asistencia: 450 espectadores Árbitra: Bentla D'Coth | Asistencia: 450 espectadores Árbitra: Bentla D'Coth |
| Primera y mayor victoria de Argentina en la Copa Mundial Femenina Sub-20. |                                        |           |                            |                                                     |                                                     |

| 24 de agosto de 2006 | Estados Unidos | 1:0 (0:0) | Francia | Estadio Dinamo, Moscú                             |                                                   |
| 19:00 MSD (UTC+4)    | Rostedt 61'    | Reporte   |         | Asistencia: 300 espectadores Árbitra: Hong Eun-ah | Asistencia: 300 espectadores Árbitra: Hong Eun-ah |

## Fase de eliminatorias

### Cuadro de desarrollo
|  | Cuartos de final                 | Cuartos de final                 |                                     |       | Semifinales                  | Semifinales                  |  |  | Final | Final |
|  |                                  |                                  |                                     |       |                              |                              |  |  |       |       |
|  | 26 de agosto – Moscú (Streltsov) |                                  |                                     |       |                              |                              |  |  |       |       |
|  |                                  |                                  |                                     |       |                              |                              |  |  |       |       |
|  | Brasil                           | 2                                |                                     |       |                              |                              |  |  |       |       |
|  | Brasil                           | 2                                | 31 de agosto – Moscú (Lokomotiv)    |       |                              |                              |  |  |       |       |
|  | Nigeria                          | 1                                |                                     |       |                              |                              |  |  |       |       |
|  | Nigeria                          | 1                                | Brasil                              | 0     |                              |                              |  |  |       |       |
|  | 27 de agosto – San Petersburgo   |                                  | Brasil                              | 0     |                              |                              |  |  |       |       |
|  |                                  | Corea del Norte                  | 1                                   |       |                              |                              |  |  |       |       |
|  | Corea del Norte                  | Corea del Norte                  | 1                                   | 2     |                              |                              |  |  |       |       |
|  | Corea del Norte                  |                                  | 3 de septiembre – Moscú (Lokomotiv) | 2     |                              |                              |  |  |       |       |
|  | Francia                          | 1                                |                                     |       |                              |                              |  |  |       |       |
|  | Francia                          | 1                                | Corea del Norte                     | 5     |                              |                              |  |  |       |       |
|  | 26 de agosto – Moscú (Streltsov) |                                  | Corea del Norte                     | 5     |                              |                              |  |  |       |       |
|  |                                  | China                            | 0                                   |       |                              |                              |  |  |       |       |
|  | China                            | China                            | 0                                   | 4     |                              |                              |  |  |       |       |
|  | China                            | 31 de agosto – Moscú (Lokomotiv) |                                     | 4     |                              |                              |  |  |       |       |
|  | Rusia                            | 0                                |                                     |       |                              |                              |  |  |       |       |
|  | Rusia                            | 0                                | China (p.)                          | 0 (5) |                              |                              |  |  |       |       |
|  | 27 de agosto – San Petersburgo   |                                  | China (p.)                          | 0 (5) |                              |                              |  |  |       |       |
|  |                                  | Estados Unidos                   | 0 (4)                               |       | Partido por el tercer puesto | Partido por el tercer puesto |  |  |       |       |
|  | Estados Unidos                   | Estados Unidos                   | 0 (4)                               | 4     | Partido por el tercer puesto | Partido por el tercer puesto |  |  |       |       |
|  | Estados Unidos                   |                                  | 3 de septiembre – Moscú (Lokomotiv) | 4     |                              |                              |  |  |       |       |
|  | Alemania                         | 1                                |                                     |       |                              |                              |  |  |       |       |
|  | Alemania                         | 1                                | Brasil (p.)                         | 0 (6) |                              |                              |  |  |       |       |
|  |                                  |                                  |                                     |       |                              |                              |  |  |       |       |
|  | Estados Unidos                   | 0 (5)                            |                                     |       |                              |                              |  |  |       |       |
|  | Estados Unidos                   | 0 (5)                            |                                     |       |                              |                              |  |  |       |       |

### Cuartos de final
| 26 de agosto de 2006 | Brasil                        | 2:1 (1:0) | Nigeria  | Estadio Eduard Streltsov, Moscú                           |                                                           |
| 16:00 MSD (UTC+4)    | Fabiana 45+2' · Adriane 90+5' | Reporte   | Uwak 65' | Asistencia: 700 espectadores Árbitra: Natalia Avdonchenko | Asistencia: 700 espectadores Árbitra: Natalia Avdonchenko |

| 26 de agosto de 2006 | China                                                               | 4:0 (3:0) | Rusia | Estadio Eduard Streltsov, Moscú                      |                                                      |
| 19:00 MSD (UTC+4)    | Zi Jingjing 8' · Ma Xiaoxu 19' · Zhang Wei Shuang 40' · You Jia 60' | Reporte   |       | Asistencia: 2 000 espectadores Árbitra: Gyöngyi Gaál | Asistencia: 2 000 espectadores Árbitra: Gyöngyi Gaál |

| 27 de agosto de 2006                                                                            | Corea del Norte                | 2:1 (0:0) | Francia    | Estadio Petrovski, San Petersburgo                    |                                                       |
| 16:00 MSD (UTC+4)                                                                               | K. H. Kim 46' · M. G. Hong 90' | Reporte   | Thomis 62' | Asistencia: 550 espectadores Árbitra: Jennifer Bennet | Asistencia: 550 espectadores Árbitra: Jennifer Bennet |
| Primera clasificación de Corea del Norte a las semifinales de una Copa Mundial Femenina Sub-20. |                                |           |            |                                                       |                                                       |

| 27 de agosto de 2006 | Estados Unidos                              | 4:1 (2:0) | Alemania    | Estadio Petrovski, San Petersburgo                    |                                                       |
| 19:00 MSD (UTC+4)    | O'Hara 36' · Adams 37', 70' · Rodriguez 90' | Reporte   | Neumann 65' | Asistencia: 750 espectadores Árbitra: Jenny Palmqvist | Asistencia: 750 espectadores Árbitra: Jenny Palmqvist |

### Semifinales
| 31 de agosto de 2006                                                                     | Brasil | 0:1 (0:0) | Corea del Norte | Estadio Lokomotiv, Moscú                               |                                                        |
| 16:00 MSD (UTC+4)                                                                        |        | Reporte   | U. H. Ri 87'    | Asistencia: 1 000 espectadores Árbitra: Christine Beck | Asistencia: 1 000 espectadores Árbitra: Christine Beck |
| Primera clasificación de Corea del Norte a la final de una Copa Mundial Femenina Sub-20. |        |           |                 |                                                        |                                                        |

| 31 de agosto de 2006 | China                                                                 | 0:0 (t. s.)(5:4 p.)        | Estados Unidos                              | Estadio Lokomotiv, Moscú                             |                                                      |
| 19:00 MSD (UTC+4)    |                                                                       | Reporte                    |                                             | Asistencia: 1 000 espectadores Árbitra: Tammy Ogston | Asistencia: 1 000 espectadores Árbitra: Tammy Ogston |
|                      |                                                                       | Tiros desde el punto penal |                                             |                                                      |                                                      |
|                      | Zhuang Ran · Zhang Wei · Yuan Fan · Zi Jingjing · Ma Xiaoxu · Zhu Wei |                            | Dew · Adams · Poach · Lopez · Bock · Cheney |                                                      |                                                      |

### Tercer puesto
| 3 de septiembre de 2006 | Brasil                                                                       | 0:0 (t. s.)(6:5 p.)        | Estados Unidos                                                  | Estadio Lokomotiv, Moscú                                |                                                         |
| 16:00 MSD (UTC+4)       |                                                                              | Reporte                    |                                                                 | Asistencia: 7 000 espectadores Árbitra: Jenny Palmqvist | Asistencia: 7 000 espectadores Árbitra: Jenny Palmqvist |
|                         |                                                                              | Tiros desde el punto penal |                                                                 |                                                         |                                                         |
|                         | Daiane · R. Costa · Aliane · Francielle · Mônica · Fabiana · Érika · Maurine |                            | Dew · Long · Angeli · Heath · Adams · Lopez · Rodriguez · Poach |                                                         |                                                         |

### Final
| 3 de septiembre de 2006 | Corea del Norte                                          | 5:0 (3:0) | China | Estadio Lokomotiv, Moscú                                |                                                         |
| 19:00 MSD (UTC+4) | Y. M. Jo 29' · S. H. Kim 39', 45+2', 52' · S. H. Kil 56' | Reporte   |       | Asistencia: 8 500 espectadores Árbitra: Jennifer Bennet | Asistencia: 8 500 espectadores Árbitra: Jennifer Bennet |
| Mayor victoria de un equipo en una final; además, es en la que más goles se han marcado. Corea del Norte es la primera y única selección debutante en consagrarse campeona en una Copa Mundial Femenina Sub-20. |                                                          |           |       |                                                         |                                                         |

|                                     |
| Bandera de Corea del Norte          |
| Campeón Corea del Norte 1.er título |

## Estadísticas

### Tabla general
| Pos. | Selección                       | Pts. | PJ | PG | PE | PP | GF | GC | Dif. | Rend.  |
| ---- | ------------------------------- | ---- | -- | -- | -- | -- | -- | -- | ---- | ------ |
| 1    | Corea del Norte                 | 18   | 6  | 6  | 0  | 0  | 18 | 1  | 17   | 100%   |
| 2    | China                           | 13   | 6  | 4  | 1  | 1  | 10 | 6  | 4    | 72,22% |
| 3    | Brasil                          | 9    | 6  | 2  | 3  | 1  | 4  | 2  | 2    | 50%    |
| 4    | Estados Unidos                  | 14   | 6  | 4  | 2  | 0  | 11 | 3  | 8    | 77,78% |
| 5    | Alemania                        | 6    | 4  | 2  | 0  | 2  | 16 | 7  | 9    | 50%    |
| 6    | Nigeria                         | 6    | 4  | 2  | 0  | 2  | 12 | 7  | 5    | 50%    |
| 7    | Francia                         | 6    | 4  | 2  | 0  | 2  | 7  | 3  | 4    | 50%    |
| 8    | Rusia                           | 5    | 4  | 1  | 2  | 1  | 4  | 7  | −3   | 41,67% |
| 9    | Australia                       | 4    | 3  | 1  | 1  | 1  | 4  | 3  | 1    | 44,44% |
| 10   | Canadá                          | 3    | 3  | 1  | 0  | 2  | 4  | 4  | 0    | 33,33% |
| 11   | Argentina                       | 3    | 3  | 1  | 0  | 2  | 5  | 9  | −4   | 33,33% |
| 12   | México                          | 3    | 3  | 1  | 0  | 2  | 5  | 15 | −10  | 33,33% |
| 13   | Nueva Zelanda                   | 1    | 3  | 0  | 1  | 2  | 2  | 6  | −4   | 11,11% |
| 14   | República Democrática del Congo | 0    | 3  | 0  | 0  | 3  | 1  | 7  | −6   | 0%     |
| 15   | Finlandia                       | 0    | 3  | 0  | 0  | 3  | 1  | 12 | −11  | 0%     |
| 16   | Suiza                           | 0    | 3  | 0  | 0  | 3  | 2  | 14 | −12  | 0%     |

### Goleadoras
| Jugador          | Selección       | Goles | Minutos |
| ---------------- | --------------- | ----- | ------- |
| Ma Xiaoxu        | China           | 5     | 489     |
| Kim Song-hui     | Corea del Norte | 5     | 432     |
| Anna Blässe      | Alemania        | 4     | 231     |
| Cynthia Uwak     | Nigeria         | 4     | 360     |
| Maureen Eke      | Nigeria         | 3     | 260     |
| Fatmire Bajramaj | Alemania        | 3     | 329     |
| Ludmila Manicler | Argentina       | 3     | 244     |
| Danesha Adams    | Estados Unidos  | 3     | 279     |

### Asistentes
| Jugador             | Selección       | Asist. | Minutos |
| ------------------- | --------------- | ------ | ------- |
| Simone Laudehr      | Alemania        | 5      | 328     |
| Monique Kerschowski | Alemania        | 3      | 214     |
| Amanda Poach        | Estados Unidos  | 3      | 435     |
| Kim Kyong-hwa       | Corea del Norte | 3      | 501     |
| Kil Son-hui         | Corea del Norte | 3      | 516     |
| Zhu Wei             | China           | 2      | 197     |
| O Kum-hui           | Corea del Norte | 2      | 221     |
| Anna Blässe         | Alemania        | 2      | 231     |
| Maureen Eke         | Nigeria         | 2      | 260     |
| Collette McCallum   | Australia       | 2      | 270     |
| Isabelle Meyer      | Suiza           | 2      | 270     |
| Marie-Laure Delie   | Francia         | 2      | 297     |
| Elena Danilova      | Rusia           | 2      | 314     |
| Akudo Iwuagwu       | Nigeria         | 2      | 321     |
| Fatmire Bajramaj    | Alemania        | 2      | 329     |
| Cynthia Uwak        | Nigeria         | 2      | 360     |
| Jo Yun-mi           | Corea del Norte | 2      | 378     |
| Ma Xiaoxu           | China           | 2      | 489     |

## Premios y reconocimientos

### Jugadora del partido
El premio a la Jugadora del partido es un premio individual, otorgado al término de cada uno de los 32 partidos del certamen a la mejor jugadora de cada encuentro.
| Fase de grupos – Fecha 1 | Fase de grupos – Fecha 1 | Fase de grupos – Fecha 2 | Fase de grupos – Fecha 2 | Fase de grupos – Fecha 3 | Fase de grupos – Fecha 3 | Fases eliminatorias | Fases eliminatorias |
| Jugadora                 | Partido                  | Jugadora                 | Partido                  | Jugadora                 | Partido                  | Jugadora            | Partido             |
| ------------------------ | ------------------------ | ------------------------ | ------------------------ | ------------------------ | ------------------------ | ------------------- | ------------------- |
| Collette McCallum        | 0:3                      | Fabiana                  | 2:0                      | Elvira Todua             | 1:1                      | Fabiana             | 2:1                 |
| Ma Xiaoxu                | 2:1                      | Jodi-Ann Robinson        | 0:2                      | Abby Erceg               | 0:0                      | Yue Min             | 4:0                 |
| Elena Danilova           | 0:0                      | Ali Riley                | 3:2                      | Yuan Fan                 | 0:1                      | Kim Kyong-hwa       | 2:1                 |
| Cynthia Uwak             | 3:2                      | Ma Xiaoxu                | 3:0                      | Cynthia Uwak             | 0:8                      | Amanda Poach        | 4:1                 |
| Charlyn Corral           | 2:4                      | Celia Okoyino da Mbabi   | 1:9                      | Nadine Keßler            | 6:0                      | Kil Son-hui         | 0:1                 |
| Kelley O'Hara            | 1:2                      | Jessica Rostedt          | 4:1                      | Kim Chun-hui             | 0:4                      | Zhang Yanru         | 0:0 (5:4)           |
| Kil Son-hui              | 2:0                      | Kim Kyong-hwa            | 0:4                      | Ludmila Manicler         | 4:0                      | Bárbara             | 0:0 (6:5)           |
| Laure Boulleau           | 5:0                      | Mamie Buazo              | 0:1                      | Val Henderson            | 1:0                      | Kim Song-hui        | 5:0                 |

### Balón de Oro
El Balón de Oro Adidas se otorga a la mejor jugadora de la competición, quien es escogida por un grupo técnico de FIFA basándose en las actuaciones a lo largo de la competencia. Para la evaluación son tomados en cuenta varios aspectos como las capacidades ofensivas y defensivas, los goles anotados, las asistencias a gol, el liderazgo para con su equipo, el comportamiento de la jugadora y la instancia a donde llegue su equipo. La segunda mejor jugadora se lleva el Balón de Plata y la tercera el Balón de Bronce.
| Premio          |  | Jugadora      | Selección      |
| --------------- |  | ------------- | -------------- |
| Balón de Oro    |  | Ma Xiaoxu     | China          |
| Balón de Plata  |  | Zhang Yanru   | China          |
| Balón de Bronce |  | Danesha Adams | Estados Unidos |

### Bota de Oro
La Bota de Oro Adidas es el premio para la mayor goleadora del mundial. Para escoger a la ganadora, se toman en cuenta en primera instancia y ante todo, los goles anotados, y en caso de empate son tomadas en cuenta las asistencias de goles realizadas y finalmente quien tenga la mayor cantidad de goles en la menor cantidad de minutos jugados y por tanto mayor efectividad. La segunda mayor goleadora se lleva la Bota de Plata y la tercera la Bota de Bronce.
| Premio         |  | Jugadora     | Selección       | Goles | Asistencias | Minutos |
| -------------- |  | ------------ | --------------- | ----- | ----------- | ------- |
| Bota de Oro    |  | Ma Xiaoxu    | China           | 5     | 2           | 489     |
| Bota de Plata  |  | Kim Song-hui | Corea del Norte | 5     | 1           | 432     |
| Bota de Bronce |  | Anna Blässe  | Alemania        | 4     | 2           | 231     |

### Juego limpio
El Premio al Juego Limpio de la FIFA es otorgado por un grupo técnico de la FIFA al equipo que acumule menos faltas, menos tarjetas amarillas y rojas, así como el mayor respeto hacia el árbitro, hacia los rivales y hacia el público. Todos estos aspectos son evaluados a través de un sistema de puntos y criterios establecidos por el reglamento de la competencia. Por primera vez, fueron elegidas dos selecciones.
| Premio                            | Selecciones     |
| --------------------------------- | --------------- |
| Premio al Juego Limpio de la FIFA | Corea del Norte |
| Premio al Juego Limpio de la FIFA | Rusia           |

### Equipo estelar
| Porteras                  | Defensoras                                                              | Mediocampistas                                                                                | Delanteras                                                                               |
| ------------------------- | ----------------------------------------------------------------------- | --------------------------------------------------------------------------------------------- | ---------------------------------------------------------------------------------------- |
| Val Henderson Zhang Yanru | Daiane Hong Myong-gum Ri Jin-ok Ri Un-hyang Coralie Ducher Babett Peter | Célia Okoyino da Mbabi Kim Kyong-hwa Collette McCallum Kim Chun-hui Cynthia Uwak Amanda Poach | Elena Danilova Amandine Henry Kil Son-hui Danielle Ma Xiaoxu Danesha Adams Rita Chikwelu |